# Tinodes conjunctus
Tinodes conjunctus is een schietmot uit de familie Psychomyiidae. De soort komt voor in het Palearctisch gebied.